# سینوکساسین
سینوکساسین(به انگلیسی: Cinoxacin) یک آنتی بیوتیک کینولونی است که در بریتانیا و همچنین ایالات متحده، چه به صورت نام تجاری و چه به صورت ژنریک دیگر عرضه نمی‌شود. مجوز بازاریابی سینوکساسین در سراسر اتحادیه اروپا به حالت تعلیق درآمده است.
سینوکساسین یک آنتی بیوتیک سنتزی قدیمی و مربوط به دسته آنتی بیوتیک‌های کینولونی با فعالیتی مشابه اکسولینیک اسید و نالیدیکسیک اسید بود. سی سال پیش معمولاً برای درمان عفونت‌های دستگاه ادراری در بزرگسالان استفاده می‌شد. گزارش‌هایی وجود دارد که از سینوکساسین برای درمان عفونت‌های ادراری اولیه و مکرر و پروستاتیت باکتریایی در سگ‌ها نیز استفاده شده‌است. اما این استفاده دامپزشکی هرگز توسط سازمان غذا و داروی ایالات متحده (FDA) تأیید نشده‌است. در عفونت ادراری مزمن، مهارکننده‌های قدیمی گیراز مانند سینوکساسین دیگر کارایی ندارند.